# Jan Wallah-Daszkiewicz
Jan Wallah-Daszkiewicz (ur. 19 kwietnia 1897 w Petersburgu) – polski działacz społeczny, komornik sądowy, chorąży rezerwy Wojska Polskiego i kawaler Orderu Virtuti Militari.

## Życiorys
Urodził się 19 kwietnia 1897 w Petersburgu, w rodzinie Jana i Albertyny z domu Deszko. W 1915 ukończył pięć klas w gimnazjum realnym w Tartu i został wcielony do armii rosyjskiej. W czasie I wojny światowej walczył w szeregach 13 pułku dragonów. Był dwukrotnie ranny (w 1916 i 1917). Po rewolucji październikowej wstąpił do oddziałów atamana Aleksieja Kaledina, a następnie do Armii Ochotniczej generała Ławra Korniłowa. Dostał się do niewoli bolszewickiej i był więziony w Twierdzy Pietropawłowskiej. W kwietniu 1918, po uwolnieniu, wrócił do rodziny w Pińsku.
6 marca 1919 wstąpił jako ochotnik do 4 szwadronu 2 pułku ułanów. Walczył z bolszewikami na froncie podlaskim i poleskim. Awansuje kolejno na kaprala, plutonowego, a po Bitwie Warszawskiej na stopień podchorążego. 10 września 1920 został przydzielony do 115 pułku ułanów. Wyróżnił się 17 września 1920 w bitwie pod Klewaniem. Trzy dni później rotmistrz Witold Radecki-Mikulicz sporządził wniosek o odznaczenie go orderem „Virtuti Militari”. 24 września 1920 wrócił do 2 pułku ułanów, a 22 grudnia 1921 został zdemobilizowany. W rezerwie został zweryfikowany w stopniu chorążego.
1 maja 1922 został zatrudniony w Sądzie Okręgowym w Pińsku, w charakterze kancelisty. 1 stycznia 1923 został awansowany w tym sądzie na stanowisko podsekretarza. 1 lutego 1924 został mianowany komornikiem przy Sądzie Grodzkim w Łunińcu. 1 lipca 1930 powierzono mu I rewir egzekucyjny, który obejmował miasto Łuniniec i gminę Łuniniec. Od 1 kwietnia 1933 do 1939 pracował w tym samym sądzie na stanowisku prowizorycznego komornika. Obowiązki zawodowe łączył z działalnością społeczną w Związku Strzeleckim, w stopniu podchorążego i funkcji wiceprezesa zarządu oddziału, w Federacji Międzysojuszniczej Byłych Kombatantów jako skarbnik zarządu powiatu, w Powiatowym Komitecie Wychowania Fizycznego i Przysposobienia Wojskowego jako członek zarządu oraz Polskiej Macierzy Szkolnej jako członek zarządu powiatu.
Był żonaty, miał syna Eligiusza Jerzego (ur. 1927) i córkę Halinę Stellę (ur. 1928).

## Ordery i odznaczenia
- Krzyż Srebrny Orderu Wojskowego Virtuti Militari nr 2394[9][1][10][11][12][13][14]
- Krzyż Walecznych czterokrotnie[1]
- Medal Pamiątkowy za Wojnę 1918–1921[1]
- Medal Dziesięciolecia Odzyskanej Niepodległości[1]
- Odznaka za Rany i Kontuzje z dwiema gwiazdkami[1]

2 marca 1936 Komitet Krzyża i Medalu Niepodległości odrzucił wniosek o nadanie mu tego odznaczenia „z powodu braku pracy niepodległościowej”.